# Joëlle Coutaz
Pour les articles homonymes, voir Coutaz.
Joëlle Coutaz, née en 1946, est une informaticienne française, professeure émérite à l'Université de Grenoble, chercheuse spécialisée dans les interactions humain-machine (IHM) et pionnière dans ce domaine en France. Depuis 2007, elle est membre élue du SIGCHI et participe à l'organisation de conférences CHI (Computer Human Interaction). Elle est l'auteure de plus de 130 publications, dont deux livres, dans le domaine de l'interaction homme-machine. Elle a également fait des recherches dans les domaines des systèmes d'exploitation.

## Biographie

### Études
En 1970, Joëlle Coutaz obtient son doctorat en informatique à l'Université Joseph Fourier de Grenoble, où elle se spécialise dans les systèmes d'exploitation. En 1988, elle soutient sa thèse d’État en interaction homme-machine à l'Université Joseph Fourier de Grenoble.

### Carrière et recherches
Joëlle Coutaz poursuit ses recherches dans les systèmes d'exploitation et les réseaux informatiques. Elle travaille comme ingénieur logiciel pour le Centre National de la Recherche Scientifique. En 1972, elle travaille sur le premier réseau de commutation de paquets à l'Université de Grenoble, puis y devient maître de conférence.
Elle est chercheuse invitée à l'Université Carnegie Mellon de 1983 à 1984. Elle assiste à une conférence CHI et elle s'intéresse alors aux interactions homme-machine. Elle est pionnière de l'IHM en France, et elle relie ce domaine à l'ingénierie logicielle. Son travail se concentre sur la modélisation de l'architecture logicielle pour les systèmes interactifs, l'interaction multimodale, la réalité augmentée et la plasticité de l'interface utilisateur. En 1987, elle crée le modèle de présentation-abstraction-contrôle (PAC), un modèle d'architecture logicielle pour les systèmes interactifs.
Entre 1989 et 1995, elle contribue au projet ESPRIT BRA/LTR appelé AMODEUS, dont le but est de promouvoir une approche multidisciplinaire des interactions homme-machine.
En 1990, Joëlle Coutaz fonde et dirige CLIPS, un groupe IHM au Laboratoire d'Informatique de Grenoble. Elle co-fonde deux groupes dans le cadre du programme national du CNRS sur le travail coopératif assisté par ordinateur et l'IHM multimodale.
En 1991, elle devient professeure à l'Université Joseph Fourier de Grenoble.
En 1993, Joëlle Coutaz commence à travailler avec Laurence Nigay pour combiner le modèle PAC avec le modèle ARCH, un modèle conçu pour la mise en œuvre d'interfaces utilisateur multimodales. Elle contribue également à des projets au niveau européen et national.
En 2008, elle coordonne un groupe de travail sur l'intelligence ambiante pour le ministère de l'Enseignement supérieur, de la Recherche et de l'Innovation, dans le but de faire face aux défis sociétaux de manière inédite. Le groupe s'est engagé dans la création d'un domaine qui recoupe les technologies de l'information et de la communication et les sciences sociales et humaines.
Joëlle Coutaz est corédactrice en chef du Journal of Interaction between Persons and Systems.
Elle est membre du comité de rédaction d'ACM Transactions on Computer-Human Interaction.
Elle travaille actuellement sur l'ingénierie logicielle des utilisateurs finaux pour les maisons intelligentes dans le domaine de l'informatique ubiquitaire.
Depuis 2012, elle est professeur émérite de l'Université Joseph Fourier de Grenoble.

### Projets spécifiques
De 2001 à 2004, Joëlle Coutaz contribue au projet FAME en collaboration avec le Karlsruhe Institute of Technology. Le but du projet est de créer un agent intelligent qui pourrait faciliter la communication entre des personnes de cultures différentes lors de la résolution d'un problème commun. Leur solution utilise des interactions multimodales, y compris la vision, la parole et la manipulation d'objets pour créer et manipuler de nouvelles informations en fonction du contexte.
Elle contribue au projet CAMELEON dont l'objectif est de créer des méthodes et des environnements qui prennent en charge la conception et le développement d'interfaces dépendantes du contexte et en particulier les méthodes qui favoriseraient la création d'interfaces logicielles utilisables sur divers appareils.
Entre 2008 et 2011, elle contribue au projet CONTINUUM. Le projet aborde le problème de la continuité de service dans la vision à long terme de l'intelligence ambiante et définit des modèles qui prennent en charge la continuité de service pour les utilisateurs mobiles. Trois questions scientifiques clés sont abordées: la gestion et la sensibilisation au contexte, l'hétérogénéité sémantique et le contrôle humain par rapport à l'autonomie du système.
De 2009 à 2012, elle contribue au projet UsiXML en collaboration avec l'Information Technology for European Advancement (ITEA 2). Le UsiXML est un langage de balisage pour les interfaces utilisateur, dans lequel l'interface utilisateur peut être conçue à différents niveaux d'abstraction.
Entre 2012 et 2015, elle contribue au projet AppsGate. L'objectif est de créer un logiciel qui permettrait à des personnes n'étant pas des ingénieurs de créer leurs propres programmes pour gérer leur environnement. Avec l'essor de l'internet des objets, le projet se concentre sur les appareils intelligents programmables pour la maison.

## Publications

### Livres
- Bass, LJ et Coutaz, J. (1991). Développement de logiciels pour l'interface utilisateur. Série SEI en génie logiciel, Addison-Wesley, pp.   I-XIV, 1-255.
- Coutaz, J. (1990). Interfaces homme-ordinateur: Conception et réalisation. Dunod informatique.

### Publications: extrait
- Coutaz, J. et Calvary, G. (2012). Interaction homme-machine et génie logiciel pour la plasticité de l'interface utilisateur. Dans Jacko, JA (Eds. ), Manuel d'interaction homme-machine: principes fondamentaux, technologies en évolution et applications émergentes (pp.   1195-1214). Boca Raton, FL: CRC Press.
- Coutaz, J., Crowley, JL, Dobson, S., et Garlan, D. (2005). Le contexte est essentiel. Communications de l'ACM, 48 (3), p.   49-53.
- Calvary, G., Coutaz, J., Thevenin, D., Limbourg, Q., Bouillon, L., et Vanderdonckt, J. (2003). Un cadre de référence unificateur pour les interfaces utilisateurs multi-cibles. Interagir avec les ordinateurs, 15 (3), p.   289-308.
- Thevenin, D., et Coutaz J. (1999). Plasticité des interfaces utilisateurs: cadre et programme de recherche. Interagir, 99, p.   110-117.
- Nigay, L. et Coutaz, J. (éd.). (1993). Actes de la conférence INTERACT'93 et CHI'93 sur les facteurs humains dans les systèmes informatiques: un espace de conception pour les systèmes multimodaux: traitement simultané et fusion de données. New York, NY: ACM.

## Distinctions
- 2007 : diplôme honorifique de docteur ès sciences de l'Université de Glasgow[16],[17]
- 2007 : membre élu du SIGCHI pour ses « contributions substantielles dans le domaine de l'interaction homme-machine »[18]
- 2013 :  Chevalier de la Légion d'honneur (2013)[19]
- 2013 : prix IFIP TC13 Pioneer Award pour sa contribution exceptionnelle aux aspects pédagogiques, théoriques, techniques, commerciaux ou professionnels de l'analyse, de la conception, de la construction, de l'évaluation et de l'utilisation de systèmes interactifs[20]
- 2013 : membre d'honneur de la Société Informatique de France[21]
- 2024 : diplôme honorifique de docteur honoris causa de l'Université de Hasselt en Belgique[22]